# Destruction Derby (videojuego de 1975)
Destruction Derby es un videojuego de carreras de combate en vehículos arcade desarrollado y publicado por Exidy en 1975 como el primer juego de conducción de la empresa. Exidy lo autorizó a Chicago Coin, que vendió el juego como Demolition Derby (que no debe confundirse con Demolition Derby , un juego de 1984 de Bally Midway). Exidy dejó de producir Destruction Derby para evitar competir con la versión con licencia y, en cambio, desarrolló un juego con una mecánica similar: el controvertido Death Race de 1976.

## Recepción
En marzo de 1976, la primera tabla de arcade anual RePlay incluyó a Demolition Derby como el noveno videojuego de arcade del año de 1975 con mayores ganancias en los Estados Unidos.